# Hitrádio Zlín
Hitrádio Zlín (dříve Radio Zlín) je soukromá regionální rozhlasová stanice na území Zlínského kraje. Ve Zlínském kraji se jedná o 3. nejposlouchanější rozhlasovou stanici s denním zásahem 36 000 posluchačů.

## Historie
Stanice začala vysílat 30. září 1992 pod názvem Radio Zlín.
V únoru 2021 Rada pro rozhlasové a televizní vysílání souhlasila s převodem Radia Zlín na společnost Media Bohemia. Zlínský kraj byl posledním krajem, kde skupina neměla zastoupení ve formě vlastních stanic. Od pondělí 31. května 2021 se Radio Zlín začlenilo do celoplošné sítě Hitrádio (JENOM HITY) a přejmenovalo se na Hitrádio Zlín, slogan rádia „Máme srdce, které hraje pro Východní Moravu“.
Do programu se od 28. května vrátily i moderované večery a víc prostoru nově dostává také víkendový program, který se rozšíří o aktuální zpravodajství a tipy na místa i akce v kraji.

## Program
DENNÍ VYSÍLÁNÍ Po–Pá
- 6:00–9:00 – Snídaně šampionů (po-čt) (Michal Knejp, Kateřina Pechová) (celoplošné vysílání z Prahy pro všechna Hitrádia)

- 6:00 - 9:00 - Snídaně šampionů (pátek) (Michal Knejp / celoplošné vysílání z Prahy pro všechna Hitrádia)

- 9:00–12:00 – Dopolední show (Filip Bartek)
- 12:00–15:00 – Odpolední show (Kamila Krátká)
- 15:00–19:00 – Odpoledne na východní Moravě (Pavel Cacek)
- 19:00–22:00 – Večerní hudební speciály Hitrádia (Michal Klein)

Víkend: Celoplošné vysílání z Prahy so–ne (7–13 Leona Gyöngyösi) následně odpolední vysílání je už potom ze Zlína: Monika Michalková, Jiří Horvát, Šárka Holubcová
Zprávy: REDAKCE HITRÁDIO CITY 93,7

## Vysílače
Hitrádio Zlín je šířeno z následujících FM vysílačů:
| Vysílač          | Kmitočet  | Výkon (ERP) | Polarizace   |
| ---------------- | --------- | ----------- | ------------ |
| Zlín             | 91,7 MHz  | 5,011 kW    | kruhová      |
| Uherský Brod     | 96,2 MHz  | 1 kW        | horizontální |
| Uherské Hradiště | 101 MHz   | 0,2 kW      | vertikální   |
| Vsetín           | 102,5 MHz | 0,1 kW      | kruhová      |